# فرانسيس شاند كيد
فرانسيس شاند كيد (بالإنجليزية: Frances Shand Kydd)‏ هي الزوجة السابقة الايرل جون سبنسر ووالدة ديانا أميرة ويلز ولدت عام 1936